# Beamud
Beamud é um município da Espanha, na província de Cuenca, comunidade autônoma de Castela-Mancha. Tem 23,86 km² de área e em 2021 tinha 38 habitantes (densidade: 1,6 hab./km²). Limita com os municípios de Cuenca e Valdemoro-Sierra.